# Phantissus citatus
Phantissus citatus là một loài bọ cánh cứng trong họ Cerambycidae.